# كارافيل

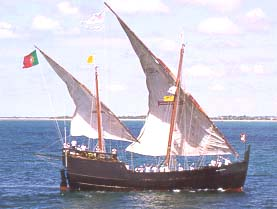
الكارافيل

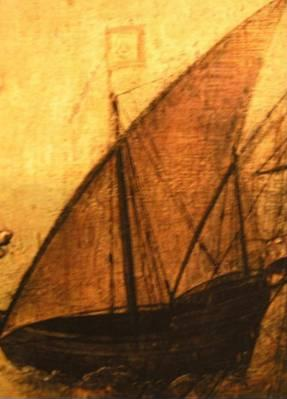
رسمة تقربية للكارافيل رسمت قي القرن 16

الكارافيل (بالبرتغالية: Caravel‏) سفينة شراعية صغيرة ذات أشرعة مثلثة، طورت في القرن الخامس عشر من قبل البرتغاليين، تصنع سفن الكارافيل من شراعين إلى ثلاث أشرعة وتزود بعض الأنواع بـ 4 أشرعة إلا ان الأنواع الأولية لم يكن فيها غير شراعين، وتبلغ سعة الإزاحة للسفينة حوالي 50 طن ويترواح طولها ما بين 20 إلى 30 مترا، تتميز الكارافيل بسرعتها وبقدرتها العالية على المناورة لكن هذا على حساب حمولتها الاستيعابية المنخفضة.

## التسمية
الاسم الإنجليزي اشتق من الكلمة البرتغالية كارافيل caravela، والتي بدورها يعتقد أنها مشتقة من الكلمة العربية قارب، وهي كلمة استخدمت للإشارة إلى نوع قديم من المراكب (باللاتينية: carabus) أو (بالإغريقية: καραβος)‏، وربما كان إشارة لاستمرار استخدام أسلوب الكارفيل [الإنجليزية] في بناء السفن عبر العصور.